# Шадринское месторождение минеральных вод
Ша́дринское месторождение минеральных вод — особо охраняемый гидрогеологический объект, имеющий большое санитарно-оздоровительное и научное значение.

## История
Шадринское месторождение минеральных вод было открыто в 1970 году во время геолого-изыскательных работ по поиску источника водоснабжения города Шадринск.
Месторождение находится в пойме реки Исеть. Минеральные воды Шадринского месторождения относятся к категории кремнистых углекислых хлоридно-натриевых гидрокарбонатных вод.
В 1976—1981 годах месторождение было предварительно разведано Уральской гидрогеологической экспедицией ПГО «Уралгеология». По результатам разведки УралТКЗ утвердила запасы по стоянию 01.01.1982 на 25-летний срок эксплуатации Северного участка в количестве 20 м³ в сутки. На этом участке были оборудованы две скважины: скважина № 304 для Шадринского пищекомбината и скважина № 305 для питьевых нужд санатория «Жемчужина Зауралья».
На месторождении, занимающем площадь около 60 км², имеется около 30 скважин, часть из которых используется для производства минеральной воды. Воды Шадринского месторождения близки по составу водам Ессентуков и Боржоми. В водах Шадринского месторождения содержится свыше 20 химических соединений и веществ, включающих в себя: йод, натрий, хлориды, гидрокарбонаты, сульфаты, кальций и магний.
Розлив воды ведётся с 1984 года, а для лечения в санатории «Жемчужина Зауралья» используется с 1990 года. Минерализация вод от 7 до 12 г/дм³.
Постановлением Администрации Курганской области от 14 июля 1994 года N 242 признан особо охраняемым гидрогеологическим объектом, имеющий большое санитарно-оздоровительное и научное значение.

## Минеральные воды
- «Шадринская—1» — лечебно-столовая минеральная вода типа Джавский, с минерализацией 4,3—4,7 г/л, пригодная для ежедневного употребления. Место добычи: Участок Краснонивинский, скважина № 10. Недропользователь: ООО «Титул».
- «Шадринская—3» — вода природная минеральная питьевая хлоридно-гидрокарбонатная натриевая типа «Ессентуки-4» с минерализацией 7,0—10,9 г/л. Место добычи: Участок Восточный, скважины № 317 и № 317Д. Недропользователь: ООО «Газпром трансгаз Екатеринбург».
- «Шадринская—304» — минеральная вода типа «Ессентуки-4» с минерализацией 8,3 г/л. Место добычи: Участок Северный, скважины № 304, 304к. Недропользователь: ЗАО «Шадринский пищекомбинат».
- «Шадринская—305» — минеральная вода типа «Ессентуки-4» с минерализацией 10,5 г/л. Место добычи: Участок Северный, скважина № 305. Недропользователь: ГУ «Шадринский обл. тубдиспансер». Самоизлив минеральной воды из скважины № 305 происходит круглогодично и находится в свободном доступе для населения.
- «Шадринская—312» — минеральная вода типа «Ессентуки-17» с минерализацией 10—12 г/л. Место добычи: Участок Верхнеполевской-3, скважина № 312. Недропользователь: ООО «Рифей».
- «Шадринская—315» — минеральная природная газированная, лечебно-столовая вода, сохраняет все целебные свойства, гидрокарбонатно-хлоридная натриевая типа «Ессентуки-4», Группа XXII с минерализацией 8—10 г/л. Место добычи: Участок Рифей, скважина № 315. Недропользователь: ООО «Рифей». Добывается и используется в оздоровительном комплексе ООО «Шадринский источник».
- «Шадринская—318» — минеральная вода типа «Ессентуки-4» с минерализацией 9—10 г/л. Место добычи: Участок ШААЗ, скважины № 318 и № 318Р. Недропользователь: ОАО «ШААЗ».
- «Шадринская—319» — минеральная вода типа «Ессентуки-4» с минерализацией 7,5—8,5 г/л. Место добычи: Участок ШМКК, скважина № 319. Недропользователь: ОАОЛ «Аква-Центр».
- «Шадринская ВИТА» — минеральная вода типа «Ессентуки-4» с минерализацией 8—10 г/л. Место добычи: Участок Железнодорожный, скважины № 1Д и № 2Д. Недропользователь: ОАО «РЖД-ЗДОРОВЬЕ». Добывается и используется в санатории «Жемчужина Зауралья».
- «Шадринская жемчужина» — минеральная вода Группа XXIII с минерализацией 1,9—2,8 г/л. Место добычи: Участок Ельничный, скважина № 4-Т. Недропользователь: ООО «Шадринскагропромстрой».
- «Шадринские купола» — минеральная вода Группа XXI с минерализацией 1,0—1,5 г/л. Место добычи: Участок Красноармейский-3, скважина № К-1. Недропользователь: ООО «ГорЭкоРесурс».
- «Жемчужина Урала» — минеральная вода Группа VI, тип не определен, с минерализацией 1,0—1,5 г/л. Место добычи: Участок Верхнеполевской-2, скважина № 1-ш. Недропользователь: ООО «Рифей».

## Горячий источник
Горячий источник расположен в селе Верхняя Полевая. Температурные показатели источника не опускаются ниже 33 градусов. Бассейны с минеральной жидкостью оборудованы гидромассажными установками. Во все скважины минералка поставляется с глубины более 280 метров. Химический состав ее уникален и разнообразен.